# Hallenradsport-Weltmeisterschaften 2003
Die Hallenradsport-Weltmeisterschaften 2003 fanden vom 21. bis 23. November 2003 in Schiltigheim, Frankreich statt. Es wurden Wettkämpfe im Radball und Kunstradfahren ausgetragen. Die erfolgreichste Nation war Deutschland, welche vier der sechs Goldmedaillen gewann. Organisiert wurden die Weltmeisterschaften durch den Vélo Club Schiltigheim 1888, Veranstaltungsort war die Turnhalle Gymnase des Malteries.

## Radball
Es wurde ein 2er-Teamwettkampf bei den Herren durchgeführt.

### Modus
Das Turnier umfasste zwei Gruppen: Gruppe A mit den sechs stärksten Nationen des Vorjahres und die Gruppe B mit neun schwächeren Mannschaften. 
In Gruppe A gab es eine Runde, in der alle einmal gegen alle spielten. Im Halbfinale spielte dann das Team auf Rang eins gegen das Team auf Rang vier und das Team auf Rang zwei gegen das auf Rang drei. Die beiden Sieger aus den Halbfinals spielten schließlich im Finalspiel den Weltmeister aus. In der Gruppe B gab es zwei Gruppen, welche jeweils alle gegen alle einmal spielten. Danach wurden in der Gruppe B noch Platzierungsspiele ausgetragen zwischen den jeweils gleichplatzierten. Die Mannschaften auf Rang fünf und sechs der Gruppe A mussten in der Abstiegsrunde gegen den Gewinner und Zweitplatzierten der Gruppe B antreten.

### Gruppe A
| Rang | Land        | Spieler          | Spieler            |
| ---- | ----------- | ---------------- | ------------------ |
| 1.   | Tschechien  | Jiří Hrdlička    | Miroslav Berger    |
| 2.   | Schweiz     | Paul Looser      | Peter Jiricek      |
| 3.   | Österreich  | Andreas Lubetz   | Reinhard Schneider |
| 4.   | Deutschland | Jens Häuser      | Thomas Abel        |
| 5.   | Belgien     | Christoph Baudu  | Rik Deuvaert       |
| 6.   | Frankreich  | Michel Maillavin | Frédéric Marcoux   |

### Gruppe B
| Rang | Land                   | Spieler          | Spieler             |
| ---- | ---------------------- | ---------------- | ------------------- |
| 1.   | Japan                  | Tsuzuki Katsumi  | Matsuda Ko          |
| 2.   | Kroatien               | Daniel Tvardi    | Andreas Szabo       |
| 3.   | Rumänien               | Dorian Doroftei  | Robert Wasmer       |
| 4.   | Serbien und Montenegro | Oliver Oltovanji | Christian Oltovanji |
| 5.   | Vereinigte Staaten     | Cavin Yarbrough  | Charles Berry       |
| 6.   | Hongkong               | Tai Ho Wing      | Fai Lo Man          |
| 7.   | Malaysia               | Zulkefli Senin   | Samsinar Halim Abd  |
| 8.   | Macau                  | Kin Lei Hou      | Man Keong Lei Sio   |
| 9.   | Ungarn                 | Tamas Szitas     | Attila Tabacs       |

### Auf-Abstiegsrunde
Belgien und Frankreich konnten sich den Ligaerhalt sichern.
| Rang | Land       | Spieler          | Spieler          |
| ---- | ---------- | ---------------- | ---------------- |
| 1.   | Belgien    | Christoph Baudu  | Rik Deuvaert     |
| 2.   | Frankreich | Michel Maillavin | Frédéric Marcoux |
| 3.   | Japan      | Tsuzuki Katsumi  | Matsuda Ko       |
| 4.   | Kroatien   | Daniel Tvardi    | Andreas Szabo    |

## Kunstradfahren
Es wurden Wettkämpfe im 1er- 2er- und 4er-Kunstradfahren der Damen und im 1er- und 2er-Kunstradfahren der Herren durchgeführt.

### Modus
Jeder Teilnehmer bzw. jedes Team hatte eine Kür zu fahren. Diese dauerte maximal sechs Minuten und beinhaltete bei den Einzelstartern 28 und bei den Duos 22 verschiedene Elemente mit je einer gewissen Schwierigkeitsstufe, die mit der Grundpunktzahl addiert als Basis für die Bewertung dienten (eingereichte Punkte). Das Endresultat ergab sich nach Abzug der Fehlerpunkte (ausgefahrene Punkte).

### Frauen

#### Einzel
Insgesamt nahmen am Wettkampf 29 Athletinnen teil.
Medaillengewinner
| Rang | Land        | Fahrerin           | einger. | ausgef. |
| ---- | ----------- | ------------------ | ------- | ------- |
| 1.   | Deutschland | Astrid Ruckaberle  | 339.00  | 330.25  |
| 2.   | Deutschland | Corinna Hein       | 337.20  | 325.89  |
| 3.   | Tschechien  | Martina Štěpánková | 339.60  | 314.39  |

#### Doppel
Insgesamt nahmen am Wettkampf 17 Teams aus 12 Nationen teil.
Medaillengewinner
| Rang | Land        | Fahrerin 1          | Fahrerin 2        | einger. | ausgef. |
| ---- | ----------- | ------------------- | ----------------- | ------- | ------- |
| 1.   | Deutschland | Carolin Ingelfinger | Katja Knaack      | 318.40  | 293.30  |
| 2.   | Deutschland | Nadine Wöhler       | Katharina Urban   | 308.40  | 292.43  |
| 3.   | Tschechien  | Iva Valesova        | Andrea Petrickova | 297.00  | 281.17  |

#### 4er-Team
Das Teilnehmerfeld bestand aus neun Teams.
Medaillengewinner
| Rang | Land        | Fahrerinnen                                                          | einger. | ausgef. |
| ---- | ----------- | -------------------------------------------------------------------- | ------- | ------- |
| 1.   | Schweiz     | Eliane Zeller Petra Storchenegger Jeanette Schneider Sabrina Lenherr | 366.20  | 346.77  |
| 2.   | Deutschland | Manuela Dieterle Simone Rudolf Katja Gaißer Christine Zimmermann     | 361.00  | 345.87  |
| 3.   | Österreich  | Martina Schwar Silke Melbinger Melanie Melbinger Kathrin Hagen       | 351.20  | 341.23  |

### Herren

#### Einzel
Insgesamt nahmen am Wettkampf 25 Athleten teil.
Medaillengewinner
| Rang | Land        | Fahrer          | einger. | ausgef. |
| ---- | ----------- | --------------- | ------- | ------- |
| 1.   | Deutschland | Martin Rominger | 349.60  | 345.97  |
| 2.   | Deutschland | Robin Hartmann  | 342.20  | 335.57  |
| 3.   | Tschechien  | Arnost Pokorny  | 344.00  | 330.07  |

#### Doppel
Es nahmen insgesamt 11 Duos aus 9 Nationen teil.
Medaillengewinner
| Rang | Land        | Fahrer 1       | Fahrer 2       | einger. | ausgef. |
| ---- | ----------- | -------------- | -------------- | ------- | ------- |
| 1.   | Deutschland | Simon Altvater | Nico Kunert    | 332.00  | 323.07  |
| 2.   | Deutschland | Heiko Rauch    | Michael Rauch  | 328.60  | 309.28  |
| 3.   | Tschechien  | Petr Bartunek  | Kamil Bartunek | 296.00  | 290.07  |